# Kostel svatého Jana Křtitele (Mogno)
Farní Kostel svatého Jana Křtitele (italsky: Chiesa di San Giovanni Battista) v Mognu je sakrální stavba, vzniklá v roce 1998 podle projektu švýcarského architekta Maria Botty. Stojí ve vesnici Mogno, na úpatí horských úbočí v údolí Valle Maggia ve švýcarském kantonu Ticino, na místě původního kostela ze 17. století, který zničila v roce 1986 kamenná lavina.

## Historie
V roce 1986 zničila kamenná lavina ve vesnici Mogno spolu s mnoha domy i barokní vesnický kostel ze 17. století. Po dlouhé fázi příprav a plánování, oslovil výbor pro rekonstrukci architekta Maria Bottu, rodáka z kantonu Ticino, aby vypracoval projekt. Ten se rozhodl místo rekonstrukce navrhnout novou stavbu, symbolizující ničivou událost a zároveň vzdorující přírodním silám.

## Architektura
Stavba má válcový tvar, který vzbuzuje dojem hradby a spojuje v sobě přírodní a duchovní symboliku. Kruhová věž, stojící na čtvercovém pozemku, je na vrcholu zkosena pod úhlem 45° a zakončena oválnou, plně prosklenou střechou. Jako stavební materiál použil architekt místní bílý mramor a šedou žulu. Výrazného výtvarného efektu dosáhl střídáním pruhů světlého a tmavého kameniva v exteriéru i interiéru. Sběrač dešťové vody ze střechy kostela je veden přes sadu zvonů, umístěných na venkovní fasádě. Při dešti jsou zvony rozeznívány dopadající vodou.
Kruhový interiér, prosvětlený shora, má dvě řady lavic a prostý oltář z mramoru. Oltářní nika je navržena jako portál zdejších starobylých kostelů a připomíná architektonický odkaz italské renesance. Ve dvou postranních výklencích jsou umístěny další lavice. Nad křtitelnicí na čelní stěně je umístěna socha Panny Marie.
Kostel svatého Jana Křtitele v Mognu je zapsán v seznamu kulturních památek Švýcarska

## Církevní využití
Římskokatolický kostel zasvěcený svatému Janu Křtiteli slouží jako farní kostel pro spádovou oblast obce Lavizzara a její části.

## Galerie

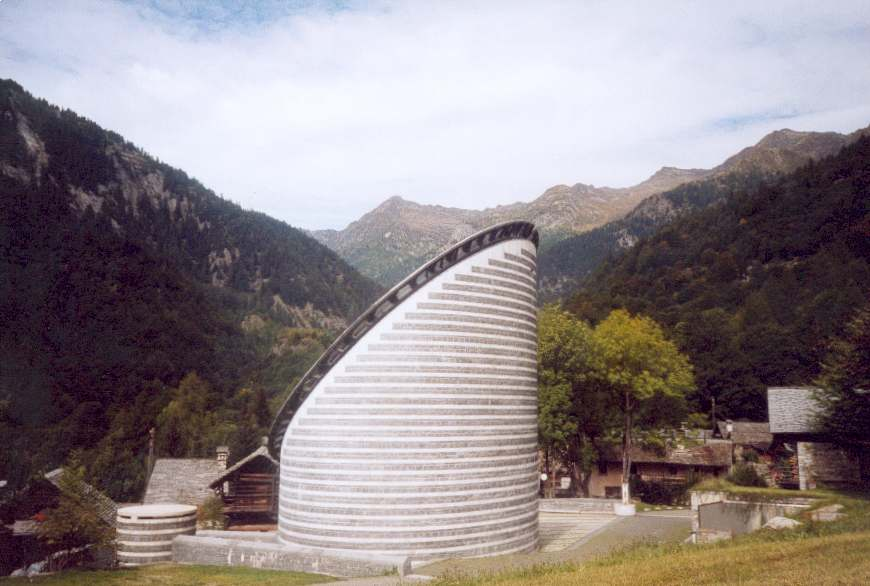
Exteriér kostela s okolní venkovskou zástavbou
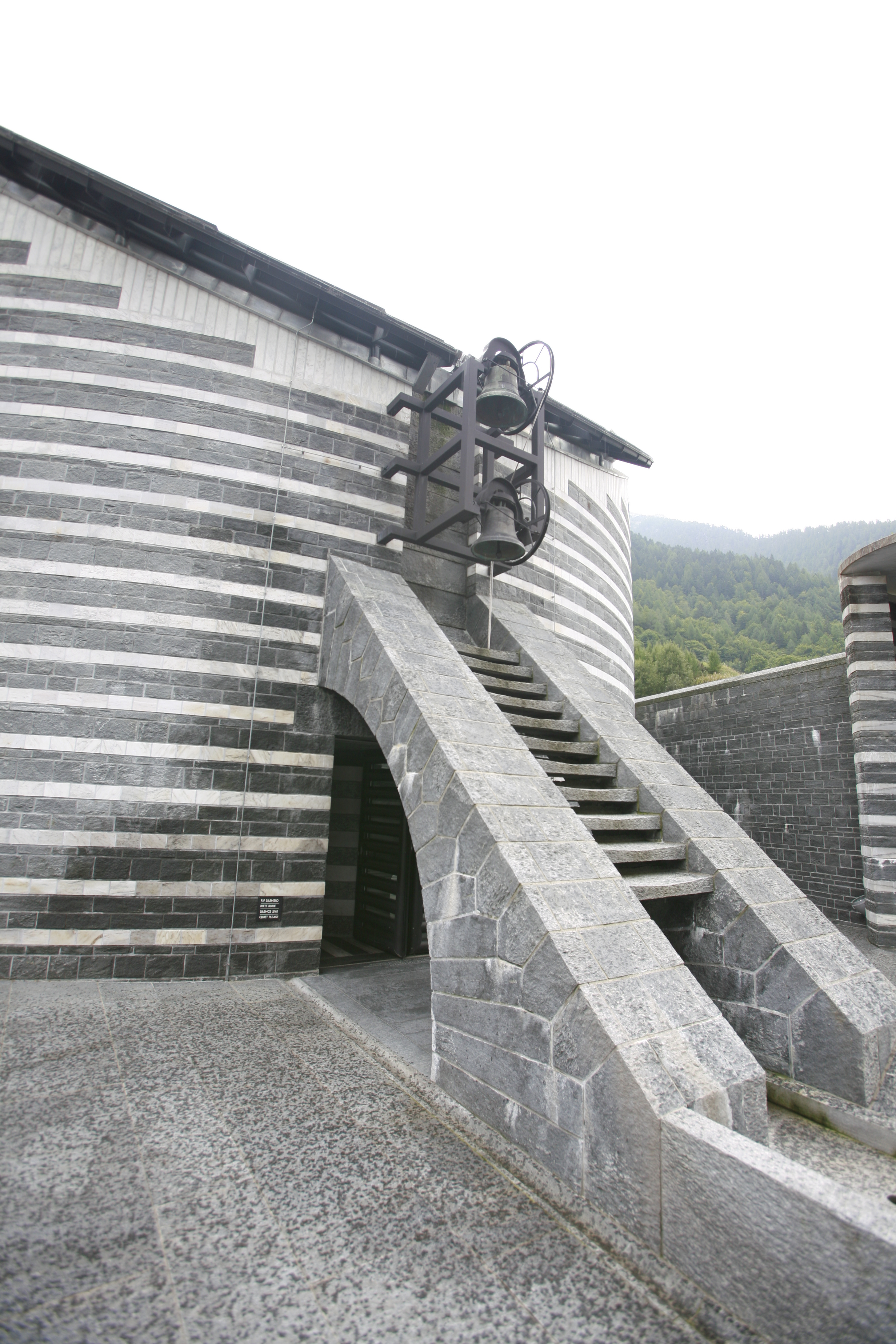
Zvony a sběrač dešťové vody ze střechy